# (9160) 1986 UH3
A (9160) 1986 UH3 a Naprendszer kisbolygóövében található aszteroida. Zdeňka Vávrová fedezte fel 1986. október 28-án.